# Lobularia
Lobularia là chi thực vật có hoa trong họ Cải.